# سیارک ۲۵۵۶۶
سیارک ۲۵۵۶۶ (به انگلیسی: 25566 Panying، نام‌گذاری: 1999XM177)۲۵۵۶۶مین سیارک کشف شده است که در ۱۰ دسامبر ۱۹۹۹ کشف شد.